# Yoon Chan-young
Yoon Chan-young (hangul: 윤찬영; ur. 25 kwietnia 2001 w Seulu) – południowokoreański aktor. Szerszą popularność przyniosła mu rola Lee Cheong-san w serialu All of Us Are Dead.

## Filmografia

### Filmy
| Rok  | Tytuł                  | Rola                 | Źr.   |
| ---- | ---------------------- | -------------------- | ----- |
| 2014 | The Legacy             | Han Jung-do          | [ 2 ] |
| 2014 | Mourning Grave         | Kang In-soo          | [ 2 ] |
| 2014 | Manhole                | Soo-chul             | [ 2 ] |
| 2017 | My Son Is Puberty      | Woo Han-chul         | [ 2 ] |
| 2017 | Mothers                | Jong-wook            | [ 2 ] |
| 2019 | Birthday               | Jung Soo-ho          | [ 2 ] |
| 2019 | The Fault Is Not Yours | Joon-young / Ji-geun | [ 2 ] |
| 2020 | Light for the Youth    | Yi-joon              | [ 2 ] |

### Seriale
| Rok  | Tytuł                            | Rola                | Źr.   |
| ---- | -------------------------------- | ------------------- | ----- |
| 2015 | Hwajeong                         | młody Hong Joo-won  | [ 2 ] |
| 2016 | Dr. Romantic                     | młody Kang Dong-joo | [ 2 ] |
| 2017 | Wang-eun saranghanda             | młody Wang Rin      | [ 2 ] |
| 2022 | All of Us Are Dead               | Lee Cheong-san      | [ 2 ] |
| 2022 | Hope or Dope                     | Gong Yoon-tak       | [ 2 ] |
| 2023 | Delivery Man                     | Seo Young-min       | [ 2 ] |
| 2024 | High School Return of a Gangster | Song Yi-heon        | [ 2 ] |
| 2025 | Hyper Knife                      | Seo Young-joo       | [ 2 ] |